# 쓰리 포 더 로드
《쓰리 포 더 로드》(영어: Three for the Road)는 미국에서 제작된 빌 L. 노턴 감독의 1987년 로드 코미디 드라마 영화이다. 찰리 신, 앨런 럭, 케리 그린 등이 출연하였고, 모트 엥글버그 등이 제작에 참여하였다.

## 출연
- 찰리 신
- 앨런 럭
- 케리 그린
- 샐리 켈러먼
- 블레어 테프킨
- 레이먼드 J. 배리
- 버트 렘슨
- 알렉사 해밀턴

## 기타 제작진
- 협력 제작: 크리스토퍼 그린버리
- 배역: 니나 액설로드
- 미술: 린다 앨런